# Cansei de Ser Sexy (album)
Cansei de Ser Sexy è il primo album in studio del gruppo musicale brasiliano CSS, pubblicato nel 2005.
Nel 2006 il disco è uscito negli Stati Uniti per la Sub Pop e nel 2007 nel Regno Unito per la Sire Records.

## Tracce
1. Fuckoff Is Not the Only Thing You Have to Show – 4:02
2. Alala – 3:58
3. Let's Make Love and Listen to Death from Above – 3:31
4. Meeting Paris Hilton – 3:11
5. Alcohol – 2:49
6. Bezzi – 3:04
7. Off the Hook – 2:40
8. Art Bitch – 3:09
9. Acho Um Pouco Bom – 2:58
10. Computer Heat – 5:03
11. Music Is My Hot Hot Sex – 3:07
12. This Month, Day 10 – 3:57
13. Superafim – 3:43
14. Poney Honey Money – 2:38

Versione internazionale
1. CSS Suxxx – 1:56
2. Patins – 2:18
3. Alala – 3:58
4. Let's Make Love and Listen to Death from Above – 3:31
5. Art Bitch – 3:09
6. Fuckoff Is Not the Only Thing You Have to Show – 4:02
7. Meeting Paris Hilton – 3:11
8. Off the Hook – 2:40
9. Alcohol – 2:49
10. Music Is My Hot Hot Sex – 3:07
11. This Month, Day 10 – 3:57

## Formazione
Gruppo
- Adriano Cintra - batteria, chitarra, voce, tastiere, basso, cori, armonica
- Lovefoxxx - voce, cori
- Carolina Parra - chitarra, batteria, tastiere
- Ana Rezende - chitarra
- Clara Ribeiro - cori
- Luiza Sá - chitarra
- Iracema Trevisan - basso
- Maria Helena Zerba - tastiere